# Come Along, Do!
Come Along, Do! er en britisk stumfilm fra 1898 af Robert W. Paul.